# Manchester Airport
Manchester Airport, (IATA: MAN, ICAO: EGCC) er en international lufthavn 15 km fra centrum af Manchester i Storbritannien. Lufthavnen blev indviet i 1938 under navnet Ringway Airport. Under 2. verdenskrig brugte Royal Air Force stedet og kaldte det RAF Ringway. Fra 1975 til 1986 blev lufthavnen kaldt Manchester International Airport. Området er placeret i mellem Cheshire og Greater Manchester.

## Trafikstatistik
|                                                 | Passagerer | Flybevægelser | Fragt (tons) |
| ----------------------------------------------- | ---------- | ------------- | ------------ |
| 1997                                            | 15,948,454 | 147,405       | 94,318       |
| 1998                                            | 17,351,162 | 162,906       | 100,099      |
| 1999                                            | 17,577,765 | 169,941       | 107,803      |
| 2000                                            | 18,568,709 | 178,468       | 116,602      |
| 2001                                            | 19,307,011 | 182,097       | 106,406      |
| 2002                                            | 18,809,185 | 177,545       | 113,279      |
| 2003                                            | 19,699,256 | 191,518       | 122,639      |
| 2004                                            | 21,249,841 | 208,493       | 149,181      |
| 2005                                            | 22,402,856 | 217,987       | 147,484      |
| 2006                                            | 22,422,855 | 229,729       | 148,957      |
| 2007                                            | 22,112,625 | 222,703       | 165,366      |
| 2008                                            | 21,219,195 | 204,610       | 141,781      |
| 2009                                            | 18,724,889 | 172,515       | 102,543      |
| 2010 (provisional)                              | 17,663,489 | TBC           | TBC          |
| Source: United Kingdom Civil Aviation Authority |            |               |              |

Manchester er den fjerde travleste lufthavn i Storbritannien målt på passagertal, og den største udenfor London.
I 2007 var Manchester Airport den 22' travleste i verden målt på internationale passagerer, et fald fra 19. pladsen i 2006 og 17' i 2005.